# Ковбасюк Микола
Мико́ла Ковбасю́к (1817 — 1889, с. Верхній Вербіж, нині Коломийський район) — український селянин, громадсько-політичний діяч. Посол Райхсрату і Галицького сейму в 1861—1866, 1867—1869 роках; був послом (депутатом) Галицького сейму з Коломийсько-Печеніжинсько-Гвіздецької округи.

## Життєпис
Був заможним селянином, обирався сільським війтом, також обирався до повітового виділу та Коломийської повітової Ради.
У сеймі та парламенті його виступи були спрямовані на захист українських селян Галичини. Агітував за повернення селянам лісів і пасовищ, привласнених панами, за розширення самоврядування селян.
Неодноразово наголошував на необхідності навчання українською мовою у школах Галичини, вважав необхідним запровадження української мови у діловодстві галицьких державних установ.
Похований у селі Верхній Вербіж.

## Нагороди
- Золотий хрест заслуги[2].